# Angrboda
Angrboda (Angrboða) egy óriásnő, azaz jötunn a skandináv mitológiában, az áz istenek közt élő, de szintén jötunn származású Loki, a csínytevés és gonoszság istenének felesége. Közösen nemzik az óészaki hitvilág egyik legrettenetesebb szörnyetegeit, Fenrírt, a hatalmas farkast, Jörmungandot, a világkígyót, amely a tengerbe merülve körülöleli Midgardot, az emberek otthonát, valamint az alvilág félig élő, félig holt istennőjét, Hélt.
Angrboda nevének jelentése: a szenvedések hírnöke. Ez valószínűleg arra utal, hogy a Ragnarök idején az ivadékai okozzák a két fontos isten halálát is, Fenrir nyeli el Odint, és a Midgard-kígyó mérge öli meg Thort. Lánya, Hél pedig Loki közbenjárásának köszönhetően megtagadja, hogy a Ragnarök előtt meggyilkolt Baldr istent, a szeretet és szelídség megtestesülését visszaeressze az élők közé.

## Elméletek
Egyes értelmezések alakját Gullveiggel, az áz–ván háborút közvetve kirobbantó jósnővel azonosítják, más értelmezések szerint teljesen különböző személy.